# Bingu wa Mutharika
Bingu wa Mutharika (Thyolo, 24 febbraio 1934 – Lilongwe, 5 aprile 2012) è stato un economista e politico malawiano.
È stato Presidente della Repubblica del Malawi, venendo eletto la prima volta il 24 maggio 2004. È stato il Presidente del DPP, il Partito Progressista Democratico, ed ha vinto le elezioni del 2009 con una maggioranza schiacciante. Nato a Thyolo, a circa 30 km dalla capitale commerciale del Malawi, Blantyre, Bingu wa Mutharika ha un percorso scolastico elaborato, ha infatti conseguito un Dottorato di Ricerca (PhD) Laurea in economia dello sviluppo conseguito presso l'Università Pacific Western di Los Angeles, California (USA), ha ottenuto un Master in Economia Commercio presso l'Università di Delhi, in India.
È stato in carica come Presidente della Repubblica del Malawi dal 2004. Eletto in primo termine dal 2004 al 2009 e nel suo secondo mandato dal 2009 al 2014, svolgerà questo incarico fino alla sua morte, causata da un attacco cardiaco il 5 aprile 2012.

## Vita e carriera
Bingu wa Mutharika è nato il 24 febbraio 1934 in Thyolo. I genitori di Bingu wa Mutharika erano Ryson Thom Mutharika e Eleni Thom Mutharika. Entrambi, sia il padre che la madre di Mutharika erano cristiani, appartenenti alla Chiesa di Scozia. Secondo il padre di Bingu wa Mutharika l'educazione aveva un ruolo determinante nel successo di un uomo. Ryson Thom Mutharika è stato un maestro per 37 anni. La madre, Eleni Thom Mutharika, insegnava alle donne del gruppo Mvano.
La sua formazione scolastica elementare è stata completata in differenti scuole del paese: alla Missioni Ulongwe e Chingoli, Mulanje, Ntambanyama, Malamulo, a Thyolo e all'Henri Henderson Institute a Blantyre. Il giovane Mutharika ha ottenuto un grado massimo a Cambridge, presso la Scuola Secondaria Dedza nel 1956. Nel 1964, Mutharika è stato uno dei 32 giovani, selezionati dall'allora Presidente del Malawi, Hastings Kamuzu Banda (Presidente del Malawi 1961-1994) per viaggiare in India con la borsa di studio Indira Gandhi. In India, Mutharika ha conseguito la laurea in Economia. Successivamente, ha frequentato la Delhi School of Economics conseguendo un Master in Economia e Commercio. Ha successivamente conseguito, il dottorato di ricerca con laurea in Economia dello Sviluppo all'Università di Los Angeles, California (USA). Mutharika ha anche partecipato a decine di brevi corsi sulla gestione aziendale, analisi finanziaria, promozione commerciale, leadership politica, economia regionale, cooperazione e relazioni umane.
Bingu wa Mutharika è stato al servizio dell'esercito del Malawi. È un economista e diplomatico internazionale, ha dato un contributo notevole allo sviluppo economico mondiale. Ha ricoperto alte posizioni dirigenziali, dopo aver ricoperto la carica di Administrative Officer del Governo del Malawi e Zambia, è stato vice Governatore della Reserve Bank of Malawi, e nominato anche Ministro della Programmazione Economica e dello Sviluppo, nel 2002.
Ha anche lavorato presso la Banca Mondiale, come ufficiale Prestiti e alla Commissione economica delle Nazioni Unite per l'Africa, in qualità di Direttore delle Finanze Commercio e lo Sviluppo e come Segretario Generale del Mercato comune dell'Africa orientale e australe COMESA, che riunisce 22 Stati membri.

## Le campagne presidenziali (2004 e 2009)
Bingu wa Mutharika è stato nominato dall'allora presidente Muluzi come suo successore. Mutharika ha vinto le elezioni presidenziali del 2004, battendo gli avversari John Tembo e Gwanda Chakuamba. Si è insediato al Governo pochi giorni dopo. Nell'ottobre 2008, il Consiglio Nazionale del partito DPP, all'unanimità, ha scelto Mutharika come candidato del partito per le elezioni del 2009.
Grazie al successo della politica economica che il Presidente Mutharika ha ottenuto nel primo mandato, il popolo malawiano lo ha rivotato in occasione delle elezioni presidenziali del 2009. Ha ottenuto una vittoria schiacciante con 66,7% dei voti

## Primo mandato 2004-2009
Nel 2005, grazie all'adozione del programma di sovvenzioni agricole, il Malawi è riuscito a ristabilire la sicurezza alimentare nazionale agevolando l'accesso ai fertilizzanti e alle sementi, offrendo così la possibilità a tutti, dai contadini poveri ad altri gruppi disagiati, di coltivare le terre malawiane. Il Presidente Mutharika è famoso per le sue riforme coraggiose che hanno trasformato il paese. Il Malawi è stato a lungo caratterizzato da croniche carenze di cibo, ma oggi vanta eccedenze alimentari, oltre il suo fabbisogno interno. Durante il primo mandato, il paese, ha raggiunto un alto tasso di produzione agricola e sicurezza alimentare. Delle iniziative di Mutharika ha beneficiato circa l'1,7 milioni di piccoli agricoltori poveri. Nel raccolto della stagione 2005/2006 il Malawi ha raggiunto un surplus alimentare di oltre 500.000 tonnellate. Durante la stagione della semina 2008/2009, le eccedenze alimentari hanno superato l'1,3 milioni di tonnellate metriche. La leadership del Presidente ha portato il Malawi a diventare un paniere alimentare in grado di esportare prodotti alimentari in altri paesi dell'Africa australe.
Per realizzare la sua "rivoluzione verde", il Presidente ha revisionato le politiche di sviluppo del paese e i programmi per trasformare l'economia del Malawi, sulla base di quanto segue:
- priorità all'agricoltura e alla sicurezza alimentare, per assicurare al paese l'autosufficienza alimentare;
- priorità allo sviluppo dell'irrigazione per ridurre la dipendenza dalle colture pluviali;
- ampliamento e miglioramento delle infrastrutture di trasporto e di comunicazione per facilitare il movimento di beni, servizi e persone all'interno del paese e fornire un facile accesso ai servizi internazionali come mercati, industrie, ecc;
- sviluppo di energia per soddisfare l'industrializzazione estesa di materie prime;
- la prevenzione e la gestione dell'HIV/AIDS.

## Secondo mandato (2009-2014)
Il Malawi, sotto la legislatura del Presidente Mutharika, ha rafforzato il sistema politico democratico. La costituzione sancisce i diritti umani fondamentali, la separazione del potere, e lo stato di diritto. Le elezioni presidenziali e parlamentari sono state considerate come un importante passo avanti nella democrazia politica del Malawi. Il Presidente Mutharika ha dimostrato una particolare attenzione nella riforma economica, nel rigore fiscale e nel rafforzamento di efficaci misure anti-corruzione.
Rispondendo ad una particolare situazione d'emergenza, il Presidente del Malawi ha prontamente inviato 150 tonnellate di riso ad Haiti, dopo il terremoto nel gennaio del 2010. Mutharika, attraverso l'Unione Africana ha proposto una nuova partnership con altre nazioni africane, opportunamente chiamata "Paniere alimentare africano" alla base di questa c'è una nuova strategia: sussidi ai piccoli agricoltori, specialmente le donne, il miglioramento dell'irrigazione e dell'agricoltura e maggiore sicurezza alimentare in 5 anni, attraverso interventi innovativi che comprendono sussidi, investimenti del settore privato e nuove tecnologie di comunicazione. Attualmente, circa la metà degli agricoltori, in Malawi, ricevono buoni che prevedono sconti sulle sementi di mais di alta qualità e sui fertilizzanti. Per sostenere il programma, il Governo del Malawi ha destinato l'11 percento del suo bilancio del 2010/2011 all'agricoltura. Aiutato da una serie di stagioni piovose favorevolmente, questa strategia ha portato ad un recupero della sicurezza alimentare.
Nel 2009, il Ministro delle Finanze del Malawi delle Finanze ha stimato che durante i quattro anni di Governo Mutharika la percentuale di persone che nel Malawi vive al di sotto della soglia di povertà è scesa dal 52 percento al 40 per cento. Questo si evince anche attraverso i rapporti delle Nazioni Unite. Nei quattro anni del primo mandato sono stati costruiti nuovi impianti: cliniche, nuove strade, nuovi ospedali, nuove scuole e ostelli della gioventù. Il Presidente Mutharika ha sensibilmente innalzato il tenore di vita del suo popolo con un ritmo sostenuto di crescita medio annuo del Prodotto Interno Lordo (PIL) del 7,5 per cento.
Il 31 gennaio 2010, Mutharika, ha sostituito il Colonnello Gheddafi come leader dell'Unione africana. Mutharika nel suo discorso come presidente dell'Unione africana ha ribadito che "l'Africa non è un continente povero, ma la popolazione africana è povera" e ha ribadito che "l'Africa è lo sviluppo dell'Africa". Ha messo come priorità in agenda la sicurezza alimentare del continente africano.
Il 4 aprile ha partecipato al 50 ° anniversario dell'Indipendenza in Senegal, in qualità di Presidente dell'Unione africana. Ha partecipato ai vertici del G8 in Canada e del G20 a Seoul, Corea del Sud. Il 26 luglio, ha partecipato al vertice dell'Unione africana a Kampala, in Uganda.

## Famiglia e vita privata
Mutharika era sposato con la first lady, Ethel Zvauya Mutharika, e avevano quattro figli insieme, ma dopo una lunga battaglia con il cancro che l'ha portata in Francia e Sud Africa in cerca di cure, la moglie di Mutharika è morta il 28 maggio 2007. Nel 2010 si è risposato con Callista Chapola-Chimombo, ex ministro del Turismo.
Il fratello di Bingu wa Mutharika è Peter Mutharika. È stato docente presso la Washington University di St. Louis, Missouri. Nel maggio 2009, è stato eletto al Parlamento del Malawi e successivamente è stato nominato membro del Gabinetto del Malawi come Ministro della Giustizia e Affari costituzionali. È l'attuale Ministro degli Affari Esteri e della Cooperazione Internazionale.

## Premi
Mutharika ha ricevuto premi da tutto il mondo. Il premio speciale delle Nazioni Unite Millennium Development Goal Award (2010) per il successo ottenuto dalla sua politica per l'eliminazione della fame in Africa e per il miglioramento della sicurezza alimentare.
- COMESA Distinguished Award (2010) per la leadership eccezionale e per la distinzione del sui servizio presso il COMESA.
- Southern Africa Trust Drivers of Change Award (2009)
- 2009 Medal of Glory Awards
- Inaugural Food Agriculture and Natural resources Policy Analysis Network (FANRPAN) Food Security Policy Leadership Award (2008)
- FAO's Agricola Medal (2008)
- Louise Blouin Foundation Award for Exceptional Creative Achievement (2008)
- Danish Government Award of recognition for outstanding performances in promoting gender equality and women empowerment (2008).